# Dasumia mariandyna
Dasumia mariandyna är en spindelart som beskrevs av Brignoli 1979. Dasumia mariandyna ingår i släktet Dasumia och familjen ringögonspindlar.
Artens utbredningsområde är Turkiet. Inga underarter finns listade i Catalogue of Life.